# Chorinaeus brevicalcar
Chorinaeus brevicalcar là một loài tò vò trong họ Ichneumonidae.